# Melanocenchris abyssinica
Melanocenchris abyssinica là một loài thực vật có hoa trong họ Hòa thảo. Loài này được (R.Br. ex Fresen.) Hochst. mô tả khoa học đầu tiên năm 1855.